# Anaxagorea
Anaxagorea is een geslacht uit de familie Annonaceae. De soorten komen voor in tropisch Azië en Amerika.

## Soorten
- Anaxagorea acuminata (Dunal) A.St.-Hil. ex A.DC.
- Anaxagorea allenii R.E.Fr.
- Anaxagorea angustifolia Timmerman
- Anaxagorea borneensis (Becc.) J.Sinclair
- Anaxagorea brachycarpa R.E.Fr.
- Anaxagorea brevipedicellata Timmerman
- Anaxagorea brevipes Benth.
- Anaxagorea crassipetala Hemsl.
- Anaxagorea dolichocarpa Sprague & Sandwith
- Anaxagorea floribunda Timmerman
- Anaxagorea gigantophylla R.E.Fr.
- Anaxagorea guatemalensis Standl.
- Anaxagorea inundata P.E.Berry & R.B.Mill.
- Anaxagorea javanica Blume
- Anaxagorea luzonensis A.Gray
- Anaxagorea macrantha R.E.Fr.
- Anaxagorea manausensis Timmerman
- Anaxagorea pachypetala (Diels) R.E.Fr.
- Anaxagorea panamensis Standl.
- Anaxagorea petiolata R.E.Fr.
- Anaxagorea phaeocarpa Mart.
- Anaxagorea prinoides (Dunal) A.St.-Hil. ex A.DC.
- Anaxagorea rheophytica Maas & Westra
- Anaxagorea rufa Timmerman
- Anaxagorea silvatica R.E.Fr.